# Кизил-Коба (пам'ятка природи)
Дана стаття про природоохоронний об'єкт. Не слід плутати з Кизил-Коба — стаття про печери.
«Кизи́л-Коба́» або «Червоні печери» (крим. «Qızıl Qoba», «Къызыл Къоба» «Qızıl Qoba», «К'изил К'оба») — геологічна пам'ятка природи загальнодержавного значення в Україні, розташована в Кримських горах на території Сімферопольського району Автономної Республіки Крим. Площа — 33 га. Землекористувач — Сімферопольське державне лісомисливське господарство.

## Історія
Статус пам'ятки природи було присвоєно 7 серпня 1963 року Розпорядженням Ради Міністрів УРСР від 07.08.63 р № 1180-р, шляхом реорганізації пам'ятки природи місцевого значення, заснованої в 1947 році.

## Опис
Розташована в Кримських горах на відрогах Долгоруковської яйли на території Перевальненського лісництва квадрат 4, що охоплює однойменний комплекс печер. Пам'ятка природи перебуває в межах регіонального ландшафтного парку «Урочище Кизил-Коба».
Найближчий населений пункт — село Перевальне, місто — Сімферополь.

## Природа
Охороняється мальовниче урочище в ущелині, що утворилась у товщі вапняків. Тут розташована найбільша печера в Криму
Кизил-Коба. Загальна протяжність вивченої її частини становить на даний період часу близько 25 км, площа 64000 м², обсяг 270000 м³, перепад висот 275 м. Першим поверхом протікає підземна річка Кизилкобинка. У печері чимало озер, водоспадів, сифонів.
У нижній частині схилів зростає ліс з граба звичайного, клена польового, дуба пухнастого. У підліску - ліщина, свидина, кизил, шипшина.